# Discografia di Malcolm McLaren

## Album in studio
- 1983 – Duck Rock (come Malcolm McLaren & The World's Famous Supreme Team)
- 1984 – Fans
- 1985 – Swamp Thing
- 1989 – Waltz Darling (come Malcolm McLaren & The Bootzilla Orchestra)
- 1990 – Round the Outside, Round the Outside (Malcolm McLaren presents the World's Famous Supreme Team Show)
- 1994 – Paris
- 2005 – Tranquilize
- 2009 – Shallow

## EP
- 1983 – D'ya Like Scratchin'? (come Malcolm McLaren & The World's Famous Supreme Team)
- 1984 – Would Ya Like More Scratchin'? (come Malcolm McLaren & The World's Famous Supreme Team)

## Singoli
| Anno | Titolo                                                                                                 | Posizione in classifica | Posizione in classifica | Posizione in classifica | Posizione in classifica | Posizione in classifica | Posizione in classifica | Posizione in classifica | Posizione in classifica | Posizione in classifica | Posizione in classifica | Posizione in classifica | Album                                 |
| Anno | Titolo                                                                                                 | U.K.                    | AUS                     | AUT                     | CHE                     | DEU                     | FR                      | IRL                     | NL                      | NZ                      | SWE                     | U.S. Dance              | Album                                 |
| ---- | --- | ----------------------- | ----------------------- | ----------------------- | ----------------------- | ----------------------- | ----------------------- | ----------------------- | ----------------------- | ----------------------- | ----------------------- | ----------------------- | ------------------------------------- |
| 1982 | Buffalo Gals (Malcolm McLaren & The World's Famous Supreme Team)                                       | 9                       | –                       | 19                      | 9                       | 20                      | –                       | 16                      | –                       | 3                       | 13                      | 33                      | Duck Rock                             |
| 1983 | Soweto (Malcolm McLaren & The Mclarenettes)                                                            | 32                      | –                       | –                       | –                       | –                       | –                       | –                       | –                       | 31                      | –                       | –                       | Duck Rock                             |
| 1983 | Double Dutch (Malcolm McLaren & The Ebonettes)                                                         | 3                       | –                       | –                       | –                       | 14                      | –                       | 7                       | –                       | 10                      | –                       | 47                      | Duck Rock                             |
| 1983 | Duck for the Oyster (Malcolm McLaren & The Main Hilltopper Man)                                        | 54                      | –                       | –                       | –                       | –                       | –                       | 28                      | –                       | –                       | –                       | –                       | Duck Rock                             |
| 1984 | Madam Butterfly (Un bel dì vedremo)                                                                    | 13                      | –                       | –                       | –                       | 36                      | –                       | 10                      | 19                      | 48                      | –                       | 19                      | Fans                                  |
| 1985 | Carmen                                                                                                 | 79                      | –                       | –                       | –                       | –                       | –                       | –                       | –                       | 32                      | –                       | –                       | Fans                                  |
| 1985 | Duck Rock Cheer                                                                                        | –                       | –                       | –                       | –                       | –                       | –                       | –                       | –                       | –                       | –                       | –                       | Swamp Thing                           |
| 1989 | Waltz Darling (Malcolm McLaren & The Bootzilla Orchestra)                                              | 31                      | –                       | –                       | –                       | 18                      | –                       | –                       | 20                      | 6                       | –                       | 39                      | Waltz Darling                         |
| 1989 | Something's Jumpin' in Your Shirt (Malcolm McLaren & The Bootzilla Orchestra feat. Lisa Marie)         | 29                      | –                       | –                       | –                       | 45                      | –                       | –                       | 9                       | 12                      | –                       | 39                      | Waltz Darling                         |
| 1989 | Deep in Vogue (Malcolm McLaren & The Bootzilla Orchestra)                                              | 83                      | –                       | –                       | –                       | –                       | –                       | –                       | –                       | –                       | –                       | 1                       | Waltz Darling                         |
| 1990 | House of the Blue Danube (Malcolm McLaren & The Bootzilla Orchestra)                                   | 73                      | –                       | –                       | –                       | –                       | –                       | –                       | –                       | –                       | –                       | –                       | Waltz Darling                         |
| 1990 | Call a Wave (Malcolm McLaren & The Bootzilla Orchestra)                                                | –                       | –                       | –                       | –                       | –                       | –                       | –                       | –                       | –                       | –                       | –                       | Waltz Darling                         |
| 1990 | Operaa House (Malcolm McLaren Presents The World Famous Supreme Team Show)                             | 75                      | 18                      | –                       | –                       | –                       | –                       | –                       | 17                      | 4                       | –                       | –                       | Round The Outside! Round The Outside! |
| 1990 | Romeo & Juliet (Malcolm McLaren Presents The World Famous Supreme Team Show featuring Grandmaster Caz) | –                       | –                       | –                       | –                       | –                       | –                       | –                       | –                       | –                       | –                       | –                       | Round The Outside! Round The Outside! |
| 1991 | Magic's Back (Theme from The Ghosts of Oxford Street) (Malcolm McLaren feat. Alison Limerick)          | 42                      | –                       | –                       | –                       | –                       | –                       | –                       | –                       | –                       | –                       | –                       | —                                     |
| 1992 | Carry On Columbus (come Fantastic Planet)                                                              | –                       | –                       | –                       | –                       | –                       | –                       | –                       | –                       | –                       | –                       | –                       | Carry On Columbus (soundtrack)        |
| 1994 | Paris Paris (Malcolm McLaren & Catherine Deneuve)                                                      | –                       | –                       | –                       | –                       | –                       | 26                      | –                       | –                       | –                       | –                       | –                       | Paris                                 |
| 1995 | Revenge of the Flowers (Françoise Hardy & Malcolm McLaren)                                             | –                       | –                       | –                       | –                       | –                       | –                       | –                       | –                       | –                       | –                       | –                       | Paris                                 |
| 1998 | Buffalo Gals Stampede (Malcolm McLaren & The World's Famous Supreme Team versus Rakim & Roger Sanchez) | 65                      | –                       | –                       | –                       | –                       | –                       | –                       | –                       | –                       | –                       | –                       | Buffalo Gals – Back to Skool          |
| 2004 | Fashion Beast Party                                                                                    | –                       | –                       | –                       | –                       | –                       | –                       | –                       | –                       | –                       | –                       | –                       | Tranquilize                           |

## Album video
- 1985 – Duck Rock

## Raccolte
- 1998 – Buffalo Gals – Back to Skool

## Album di remix
- 1994 – The Largest Movie House in Paris

## Colonne sonore
- Carry On Columbus, regia di Gerald Thomas (1992) (come Fantastic Planet)
- Lust 2 – Seven Deadly Sins (1992), regia di Ken Cameron
- Catwalk (1996) – regia di Robert Leacock